# Raoul de Grosparmy

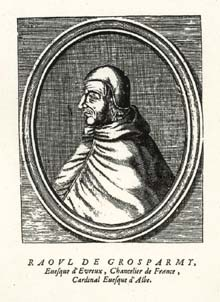
Kardinal Raoul de Grosparmy (neuzeitliche Darstellung)

Raoul de Grosparmy, oder Radulfus genannt (* in Périers; † 10. August 1270 vor Tunis), war ein römisch-katholischer Bischof und Kardinal im 13. Jahrhundert. Er ist nicht mit seinem Amtsnachfolger in Évreux, Raoul de Chevriêres, zu verwechseln.
Grosparmy war Kanoniker im Kapitel der Kathedrale von Bayeux und diente zwischen den Jahren 1253 und 1260 dem französischen König Ludwig IX. dem Heiligen als Siegelbewahrer. 1259 wurde er zum Bischof von Évreux gewählt und weihte bereits am 19. Oktober 1259 in Anwesenheit des Königs die Abteikirche von Saint-Taurin. In diplomatischer Mission für den König reiste Grosparmy 1260 nach Rom. Am 17. Dezember 1261 wurde er von Papst Urban IV. zum Kardinalbischof von Albano geweiht. In den folgenden Jahren stand er in päpstlichen Diensten, wofür er sein Kirchenamt in Frankreich aufgab. 1264/1265 nahm er an dem Konklave zur Wahl Papst Clemens IV. teil. Nach Niederlage und Tod des staufischen Königs Manfred war Raoul von 1266 bis 1268 als Legat mit der Neuordnung der kirchlichen Verhältnisse im Königreich Sizilien beauftragt.
Noch von Papst Clemens IV. († 1268) wurde Grosparmy zum Legaten für den siebten Kreuzzug ernannt, der von Ludwig IX. angeführt wurde. Wenige Tage vor dem König starb Grosparmy dabei im August 1270 an der Ruhr im Feldlager vor Tunis.

## Einzelnachweis
1. ↑  Guillaume de Nangis, Gesta Sancti Ludovici, hrsg. von M. Daunou im Recueil des Historiens des Gaules et de la France (RHGF), Bd. XX (Paris, 1840), S. 456